# دوران الشمس

صورة توضح دوران الشمس (الصورة مأخوذة من ناسا).

يتميز دوران الشمس بالتغير تبعاُ للعرض الجغرافي لأن الشمس مكونة من بلازما غازية. ويلاحظ أن نسبة الدوران تكون الأعلى عند خط الاستواء الشمسي (خط العرض φ=0o) وتقل هذه السرعة كلما ازداد خط العرض. ويصف الدوران التفاضلي للشمس من خلال المعادلة التالية:
{\displaystyle \omega =A+B\,\sin ^{2}(\varphi )+C\,\sin ^{4}(\varphi )}
حيث:
ω : السرعة الزاوية وتقدر بالدرجة/يوم
φ: خط العرض الشمسي، يقدر بالدرجة
A,B,C : ثوابت فيزيائية
تختلف قيمة الثوابت A,B,C تبعاً لطريقة المستخدمة في القياس، والفترة الزمية المدروسة. تعطى القيم المتوسطة المقبولة لهذه الثوابت حالياً كالتالي:
A= 14.713 deg/day ± 0.0491
B= –2.396 deg/day ± 0.188
C= –1.787 deg/day ± 0.253

## الدوران الفلكي
تبلغ الفترة الدورانية للشمس 24.47 يوم. وتدعى بفترة الدوران الفلكي، وينبغي عدم الخلط مع فترة الدوران الإقترانية والمساوية لـ 2624 يوم، وهو الوقت اللازم لرؤوية معلم ثابت يدور على الشمس حتى رصده الثاني من الأرض. تكون الفترة الإقرانية أكبر من الفترة الفلكية، لأن الشمس يجب أن تدور الفترة الفلكية مضاف إليها كمية إضافية ناتجة عن الحركة المدارية للأ{ض حول الشمس. تستخدم بعض المراجع الفلكية دوران كارينغتون عوضاً عن فترة الدوران الفلكية والذي يقيس فترة الدوران عند خط عرض 26 درجة والذي يبلغ 27.2753 يوم. وقد اختير خط العرض هذا بسبب البقع الشمسية. عند مراقبة الشمس من القطب الشمالي للأرض فإن دوران الشمس يكون عكس عقارب الساعة. كما تظهر البقع الشمسية من القطب الشمالي للأرض تتحرك من الشمال إلى اليمين.

## استخدام البقع الشمسية لقياس الدوران
قيست ثوابت الدوران باستخدام ملامح مختلفة على سطح الشمس. ومن أهم هذه الملامح هي البقع الشمسية والملحوظة منذ العصور القديمة. وقد لوحظ دورانها مع الشمس مع عصر التلسكوب وبذلك بدء عصر حساب فترة دوران الشمس. غالباً أول من رصد البقع الشمسية كان العالم الإنكليزي توماس هاريوت ودون ذلك في ملاحظاته المؤرخة في 8 ديسمبر 1610. كان أول من حسب فترة الدوران الفلكي كريستوف شاينر في سنة 1630 والذي لاحظ أن سرعة دوران الشمس تتناقص مع تزايد خط العرض لذلك يعتبر أنه مكتشف الدوران التفاضلي للشمس

## الدوران الداخلي للشمس

الدوران الداخلي للشمس ويظهر عدة سرعات في الطبقة الخارجية لمنطقة الحمل ودوران منتظم في مركز منطقة الإشعاع، الخط الفاصل بين المنطقتين يدعى خط السرعة

حتى ظهور السيزمولوجية الشمسية ودراسة الموجات الشمسية. كان القليل معروف عن الدوران الداخلي للشمس. كان يعتقد بأن التغيرات بالسرعة السطحية للشمس يمتد لداخل الشمس كدوران اسطوانة بتأثير زخم زاوي. أكتشف الآن أن دوران الشمس السطحي يتناقص بالتحرك من الإستواء إلى القطبين. بشكل مماثل تتناقص السرعة بالانتقال من منطقة الحمل إلى الداخل. عند خط السرعة تتغير طبيعة الدوران ليصبح كدوران الجسم الجاسئ في منطقة الإشعاع.